# Tomislav
Tomislav I. (v virih kot Tomislao), hrvaški vladar približno med letoma 910 in 928, domnevno je postal prvi hrvaški kralj. * ?, † 928. 
Zgodovinski viri o Tomislavovi vladavini so redki in nezanesljivi. Tomislav naj bi okrog leta 910 nasledil svojega domnevnega očeta Muncimira. Stari ali Primorski Hrvaški je zavladal prav tedaj, ko so se začeli veliki vdori Ogrov. Odbil naj bi vdor Ogrov proti stari Hrvaški in jo združil s staro Slavonijo v združeno Hrvaško kraljestvo. Zaradi svojih uspešnih bojev proti Ogrom naj bi si pridobil ugled tudi pri Bizancu. Zaradi tedanjih političnih razmer mu je Bizanc prepustil v upravo temo Dalmacijo. Proti koncu svoje vladavine je Tomislav uspel zavrniti vdor bolgarske vojske, ki je na Hrvaškem doživela uničujoč poraz. V času kralja Tomislava je imela Hrvaška zelo pomembno vojaško in politično vlogo nasploh, Tomislav, ki je na začetku svoje vladavine omenjen kot knez,  pa je najkasneje leta 925 omenjen kot kralj. 

## Življenje
Tomislav naj bi izhajal iz rodu dinastije Trpimirovićev in sicer naj bi bil sin predhodnega vladarja Muncimirja, bil naj bi brez otrok, tako da naj bi ga na prestolu nasledil Trpimir II., ki naj bi bil njegov brat. V resnici pa o njegovem  rodu danes lahko zgolj ugibamo.

## Vladavina
Tomislav je na Hrvaškem vladal približno med letoma 910 in 928. V tem času so področje v soseščini Hrvaške močno ogrožali nomadski ljudstvi Ogrov in Bolgarov, pred katerimi pa so staro Hrvaško do neke mere varovale planine. Zaradi Ogrov in Bolgarov je močno upadla vojaška moč dotedanjih velesil, ki so bile sposobne zavojevati Hrvaško- to je  Bizantincev in nemških Frankov. Tako je postalaTomislavova Hrvaška za ves zunanji svet težko zavzetna. Obenem je Tomislav od svojih predhodnikov podedoval državo, ki je od Benečanov v zameno za mirno plovbo prejemala letni tribut, od dalmatinskih mest pa v zameno za prijateljske odnose poseben davek mogoriš. Zaradi kombinacije težko osvojljivega terena, zunanjih finančnih dohodkov in Tomislavove vojaške taktike postavljanja zased nas ne sme čuditi nagel vzpon Hrvaške v času njegove vladavine. 
Časovno precej oddaljen in nezanesljiv Letopis popa Dukljanina poroča, da naj bi Tomislav premagal Ogre. Dejansko se je v tem času res nekoliko povečala vloga Hrvatov v stari Slavoniji. Vendar po drugi strani ne moremo potrditi hrvaškega nacionalnega mita o Tomislavovem zmagovitem prodoru prek Slavonije vse do Drave; Tomislav je Ogre verjetno premagal podobno kot Bolgare- torej na domačem hribovitem terenu, kjer je lahko uporabil taktiko presenečenja z zasedo, in kjer je bila po drugi strani ogrska konjenica v boju precej manj učinkovita kot v panonski ravnini.
Proti koncu svoje vladavine se je hrvaški vladar soočil še z bolgarsko nevarnostjo. Oslabeli Bizanc je proti Bolgarom iskal zaveznike in to je verjetno pomemben razlog, zakaj se je bolgarski car Simeon odločil, da pred odločilnim spopadom z Bizancem nad Hrvate pošlje vojsko pod poveljstvom vojskovodje Alobogotura. Zunanje-politična slika je bila takšna, da so Neretljani v tem času prišli pod nadoblast srbske Raške, zaradi česar je bilo Zahumje s knezom Mihajlom Viševićem s treh strani obkoljeno z raško državo. Višević se je zaradi tega povezal z Bolgari, ti pa so leta 917 odstavili raškega vladarja Petra Gojnikovića. Zaradi neposlušnosti Srbov se je bolgarski car Simeon leta 924 odločil dokončno uničiti srbsko državo Raško, zaradi česar je raški knez Zaharija Prvosavljević prebegnil na Hrvaško. Bolgarska vojska pod Alobogoturjevim vodstvom je okrog let 824- 826 vdrla na Hrvaško, a je tam padla v zasedo in bila strahovito poražena. Že leta 928 pa se je novi bolgarski car pomiril s Tomislavom.
V Tomislavovem času je Bizanc za zaveznika izbral tudi papeža, zaradi česar je Rimu dovolil cerkveno oblast nad dalmatinskimi škofijami, ki so tako za trajno postale rimskokatoliške. Posledica rimske cerkvene prevlade je bil nastanek spora med papeško stranko, ki je zagovarjala latinsko bogoslužje, in glagoljaško stranko, ki je zagovarjala slovansko bogoslužje. Obenem je Bizanc Tomislavu podelil naslov prokonzula in mu dal temo Dalmacijo v upravo. Zaradi okrepljene in razširjene politične moči se na Hrvaškem verjetno že pod Tomislavom utrdil položaj bana (avarsko-turški upravni naziv za predstojnika večje dežele).

## Polemike o Tomislavu
O Tomislavu obstaja le malo koristnih virov, ohranjen ni niti en napis v kamnu iz njegovega časa, informacije iz pisnih virov pa so si med seboj pogosto nasprotne,  omenja ga več pisem papeža Janeza X., bizantinski spis De administrando imperio, delo cesarja Konstantina Porfirogeneta pa ga sploh ne omenja. Zaradi tega so hrvaški nacionalisti začenši z Račkim iz njegove skoraj anonimne osebnosti naredili ljudskega junaka, okrog katerega so zgradili svoj nacionalni mit- po Kukuljeviću naj bi se meje njegove vladavine raztegnile na sever vse do Drave,  na vzhod pa vse do Drine, kar pomeni, da naj bi se njegova oblast razširila nad vso Slavonijo in Bosno. Nacionalni mit o Tomislavu med drugim zajema vprašanje o kraljevski tituli, vprašanje o vojaški moči in vprašanje o mejah dežele. 

### Kraljevska titula
Tomislav je bil leta 914 omenjen kot knez, leta 925 pa ga je papež naslovil kot kralja Hrvatov (Rex Chroatorum). Starejše zgodovinopisje je domnevalo, da mu je papež predal tudi kraljevske insignije, in da je bil Tomislav morda celo kronan. Nezanesljivi vir Letopis popa Dukljanina (šele iz 12. stoletja) sicer res omenja neko kronanje pri Hrvatih, a to kronanje ni povezano z imenom Tomislava. Srednjeveško kronanje v rimskokatoliškem svetu je skozi zgodovino veljalo za pravni akt, ki je pomenil zvezo med papežem in konkretnim vladarjem. Vendar dokazi o Tomislavovem kronanju sploh ne obstajajo. Pravzaprav takšno kronanje v prvi polovici 10. stoletja tudi še ni bilo v navadi, zato iz papeževega poimenovanja kralj (rex) ne moremo ničesar sklepati o kronanju za kralja, poleg tega pa se stari Hrvati in njihovi vladarji niso ukvarjali s tem kako jih v svojih poslanicah imenujejo druge avtoritete in pogosto tudi niso vedeli s kakšnimi izrazi jih imenujejo. Tako sploh ne obstajajo dokazi, da je bil Tomislav kralj v klasičnem pomenu besede, titula rex pa ostaja pomensko nejasna. Poleg tega v bizantinskih virih ni spremembe v poimenovanju- še naprej so ga imenovali z izrazom arhont, kar pomeni le knez ali grof. Nadalje se med Tomislavovimi nasledniki ponovno pojavlja titula knez ali dux in tudi kronanje Štefana Držislava (969-997) še ni pomenilo kronanja s kraljevskim dostojanstvom, ki je bilo na Hrvaškem dano šele Dimitriju Zvonimirju. Uporaba titule kralja (rex) bi zato lahko bila povezana le z označevanjem določenega političnega dviga hrvaškega vladarja. Tomislav je npr. postal prokonzul nad bizantinsko temo Dalmacijo. Razširjanje oblasti je poleg tega morda že omogočilo razvoj institucije bana.

### Vojaška moč
Zelo deljena so mnenja o podatkih, ki jih vir De administrando imperii navaja za hrvaško vojaško moč do vladavine Krešimirja. Čeprav Tomislavovo ime v tem viru ni omenjeno, je v njem zapisano, da naj bi Hrvaška imela vse do Krešimirja (ki je zavladal leta 935) 100.000 pešcev, 60.000 konjenikov, 80 velikih bojnih ladij s po 80 možmi ter 100 manjših bojnih ladij s po 10 ali 20 možmi. Večina zgodovinarjev je do teh podatkov precej skeptičnih in menijo, da je bila hrvaška vojaška moč v resnici 3x do 4x manjša, čeprav še vedno zelo velika. Med tem, ko je na začetku 10. stoletja na področju vzhodnih Frankov živelo okrog 1.500.000 ljudi, je po ocenah na Hrvaškem v istem času lahko živelo največ 500.000 ljudi. Čeprav številčna vojska tudi ob zmanjšanih podatkih dokazuje, da je moralo biti med Hrvati tedaj še zelo veliko svobodnjakov, je bila hrvaška država v tem času že zaznamovana z družbenimi delitvami, kar pomeni, da se je število svobodnjakov že pričelo zmanjševati. Razlog, da je Konstantin Porfirogenet navedel pretirane podatke, bi lahko bil v tem, da je kot mladenič doživel nesluten razvoj hrvaške vojaške sile.
Manj kritični zgodovinarji skušajo opravičevati podatke, ki jih je v De administrando imperii zapisal Porfirogenet. Mužić npr. opozarja, da naj bi Bizantinci pazljivo zbirali podatke o vojaški moči svojih sosedov. Poleg tega pa v hrvaškem ljudstvu Mužić vidi nek nomadski potencial, po katerem so bili pripadniki gospodujočega ljudstva konjeniki, pripadniki podrejenih ljudstev pa pešci. Po tej računici bi ozemlje stare Hrvaške dejansko ustrezalo nomadskemu jedru, ozemlje hrvaške nadoblasti pa naj bi se razširjalo preko Slavonije, Bosne in morda celo preko Zahumlja, Travunije in Duklje. Hrvaški pisec Bjelovučić se je pri preučevanju Rdeče Hrvaške postavil na ne dovolj trdna izhodišča, da papeževo pismo, ki je bilo okrog leta 926 hkrati naslovljeno tako na kralja Tomislava kot na zahumskega kneza Mihajla Viševića s tem avtomatično razkriva, da naj bi Zahumlje spadalo v sklop Tomislavove hrvaške države, in da dejstvo, da hrvaški vladar, ki je imel v tem času v upravi tudi bizantinsko Dalmacijo, z darovnicami razpolaga tudi z ozemlji Travunije in Zahumlja, kaže na to, da so bila območja Rdeče Hrvaške vse do leta 990 vključena v hrvaško državo.  Takšna Hrvaška z vsemi omenjenimi podrejenimi področji bi po obsegu merila že okrog 120.000 km². Vendar današnje zgodovinopisje južne meje srednjeveške Hrvaške pred prodorom Madžarov vidi na reki Cetini in v bližini Duvna. Posavec opozarja, da v stari gorati Hrvaški enostavno ni bilo dovolj sena za tako veliko število konj. Vojaška (tudi konjeniška) moč Hrvaške je verjetneje rasla z dotokom vojakov iz tujine- tako se je leta 924 na Hrvaško z velikim delom svojih ljudi pred Bolgari umaknil srbski knez Zaharija Prvosavljević, iz Slavonije pa so se pred Madžari v staro Hrvaško gotovo zatekli številni Slavonci. Maksimalisti spregledujejo dejstvo, da so na Hrvaškem družbene delitve v tem času že napredovale, zato niso bili vsi za boj sposobni možje tudi vojaki. Poleg tega bi bila tako velika vojaška moč, če bi res obstajala, dovolj velika, da bi se z njo dalo osvojiti vso tedanjo Evropo. Pri tem se lahko vprašamo ali bi se Bolgari sploh upali napasti tako mogočno državo in kako je Hrvaška nenadoma  lahko postala tako močna. Ker je bil hrvaški vpliv v Slavoniji zelo šibek, se zdijo maksimalistične hipoteze še toliko manj utemeljene.

### Vprašanje o ozemeljskih pridobitvah
V hrvaškem nacionalnem mitu o Tomislavu se je zakoreninilo prepričanje, da je Tomislavu uspelo združiti staro Primorsko Hrvaško s Slavonijo ali »Panonsko Hrvaško«, oziroma da je med staro Hrvaško in Slavonijo obvladal geografski dualizem, ki ga je povzročal gorski venec Dinarskega gorstva. Letopis popa Dukljanina poroča, da je Tomislav premagal Madžare, in da deželi Madžarov in Hrvatov delijo gore. Toda pri tem ni jasno,  ali so te gore savsko-dravsko hribovje ali resnične gore (Petrova gora ali Gvozd). V Slavoniji je v tem času zaznati nek hrvaški vpliv, saj so zaradi verskih razprtij na Hrvaškem glagoljaškemu ninskemu škofu Grgurju leta 925 ponudili škofijo v Sisku, kar pomeni, da so Hrvati v Slavoniji že morali imeti nek vpliv. A v resnici je pri vsem tem šlo le za šibko nadoblast ali celo le za ohlapen vpliv. Posavec je pokazal, da je skoraj neverjetno, da bi si Tomislav lahko privoščil prodor do Drave: v nasprotju s tedaj še nomadskimi plenilskimi Madžari je imel Tomislav opraviti z drago vojaško organizacijo, ki se ni več toliko nadejala vojnega plena, in tudi že z razslojeno družbo. Po Posavčevem mnenju je spopad po analogiji z bolgarsko-hrvaško vojno prej potekal preko taktike presenečenja v zasedi na goratem področju stare Hrvaške, navsezadnje pa so arheološke raziskave pokazale, da je bila Slavonija vse do konca 11. stoletja prehodni prostor med madžarskimi in hrvaškimi vplivi. Takšno prehodno stanje potrjujejo tudi viri. Hrvaški etnonim se tod npr. pojavi šele ob koncu srednjega veka. Po drugi strani anonimni notar kralja Bele resda poroča o šibkem madžarskem vplivu v Slavoniji: Madžari so v 10. Stoletju osvojili castrum Zabrag, Požego in Vukovsko trdnjavo, toda po drugi strani Slavonija ohrani institut županov, ki je bil Madžarom nepoznan. Navsezadnje so Slavonci lahko ohranili tudi nekaj lastne avtonomije. Porfirogenetov De administrando imperii npr. poroča, da je imela Slavonija (imenovana »Ilirik in Panonija«) lastnega kneza (arhont), ki je hrvaškemu pošiljal darove- Klaićeva dopušča možnost, da se ta odlomek nanaša na odnos med Slavonijo in Tomislavovo Hrvaško. Kar se tiče hrvaške nadoblasti nad Bosno, Travunijo in Dukljo, nimamo nobenih trdnih dokazov, da je takšna nadoblast v času Tomislava  res obstajala.